# Quentin Merlin
Quentin Merlin (* 16. Mai 2002 in Nantes) ist ein französischer Fußballspieler, der aktuell bei Stade Rennes in der Ligue 1 spielt.

## Karriere

### Verein
Merlin begann seine fußballerische Ausbildung 2008 beim FC Goélands Sanmaritains. Im Sommer 2012 wechselte er zum FC Nantes in die Jugendakademie. Ein Jahr später spielte er für zwei Jahre bei Pornic Foot, ehe er im Jahr 2015 zum FC Nantes zurückkehrte. Im Frühjahr 2020 spielte er mit dessen U19-Mannschaft zwei Spiele in der Coupe Gambardella, ehe dieser Wettbewerb aufgrund der Corona-Pandemie abgebrochen wurde. In der Saison 2020/21 spielte er seine ersten Partien in der National 2 für die zweite Mannschaft, stand gegen Saisonende aber auch schon bei den Profis im Kader. Im März 2021 unterschrieb er daraufhin seinen ersten Profivertrag bei den Kanarienvögeln. Am ersten Spieltag der darauffolgenden Spielzeit 2021/22 wurde er bei einem 1:1-Unentschieden gegen die AS Monaco spät eingewechselt und gab somit sein Debüt in der Ligue 1. Bei einem 3:1-Sieg über Paris Saint-Germain traf er in der Startelf stehend das erste Mal im Profibereich. Bei Nantes wurde er zum Stammspieler, spielte 28 Mal, wobei er zweimal traf und konnte mit seinem Verein den Pokal gewinnen. Daraufhin lief er am ersten Gruppenspieltag der Folgesaison 2022/23 bei einem 2:1-Sieg gegen Olympiakos Piräus das erste Mal auf internationaler Ebene auf. Am 26. Januar 2024 gab dann der Ligarivale Olympique Marseille die Verpflichtung Merlins mit einem Vertrag bis 2028 bekannt. Nach eineinhalb Saisons in Marseille wechselte der Verteidiger im Juli 2025 zu Stade Rennes.

### Nationalmannschaft
Merlin spielte bislang in sämtlichen Juniorenauswahlen Frankreichs bis hin zur U21-Nationalmannschaft. Anlässlich der U-21-Europameisterschaft 2025 in der Slowakei wurde Merlin von Trainer Gérald Baticle in das französische Aufgebot berufen.

## Erfolge
FC Nantes
- Französischer Pokalsieger: 2022